# Carlos Ysbert
Carlos Spitzer Ysbert (* 4. Juli 1956 in Madrid), auch als Carlos Isbert bekannt, ist ein spanischer Schauspieler und Synchronsprecher.

## Leben
Carlos Ysbert ist der Sohn des Lehrers Antonio Spitzer († 1968) und der Schauspielerin Maria Isbert (1917–2011). Er wuchs gemeinsam mit sechs Geschwistern in Madrid auf. Seine Brüder Tony Isbert und Andrés Isbert sind ebenfalls als Schauspieler tätig. Sein Großvater mütterlicherseits ist der Schauspieler José Isbert.
Er wirkt seit 1968 als Schauspieler vor der Kamera in mehreren Filmen und Fernsehserien mit. Zumeist war er bislang in Nebenrollen besetzt. Er ist in der Filmbranche und beim Theater zudem als Setdesigner und Requisiteur tätig.
Ysbert wurde vor allem durch seine umfangreiche Arbeit als Synchronsprecher bekannt. Er synchronisierte bislang unter anderem die Schauspieler John Goodman, Randy Quaid, Alfred Molina, George Wendt, Eugene Levy, Daniel Auteuil, James Gandolfini oder Tom Sizemore. Seit dem Jahr 2000 (ab der 12. Staffel) ist er die spanische Stimme von Homer Simpson in der Zeichentrickserie Die Simpsons. Er übernahm diese Aufgabe nach dem Tod von Carlos Revilla, mit dem er befreundet war. Er lieh der Figur auch in Die Simpsons – Der Film seine Stimme. Ysbert sprach zudem viele Videospiele und Hörbücher ins Spanische ein.

## Filmografie (Auswahl)
Filme
- 1977: El despertar de los sentidos
- 1984: ¿Cuánto cobra un espía?
- 1985: Angel of Death
- 1998: El sudor de los ruiseñores
- 2001: Vier Frauen gegen eine Bank

Serien
- 1971: Hora once
- 1999–2004: El comisario
- 2001: Al salir de clase